# Gonten
Gonten é uma comuna da Suíça, no Cantão Appenzell Interior. Em 2017 possuía 1.455 habitantes. Estende-se por uma área de 24,73 km², de densidade populacional de 58,8 hab/km². Confina com as seguintes comunas: Appenzello (Appenzell), Hundwil (AR), Schlatt-Haslen, Schwende. 
A língua oficial nesta comuna é o alemão.